# Accademia ungherese delle scienze
L’Accademia ungherese delle scienze (in ungherese Magyar Tudományos Akadémia (MTA)) è la più importante e prestigiosa società scientifica dell'Ungheria. La sua sede è situata a Budapest lungo la riva del Danubio. I suoi principali compiti sono: coltivare la scienza, diffondere le scoperte scientifiche, sostenere la ricerca e sviluppo, rappresentare la scienza e la tecnologia ungherese a livello nazionale e in tutto il mondo.

## Storia
La storia dell'Accademia iniziò nel 1825 quando il conte István Széchenyi offrì l'ammontare delle rendite di un anno della sua proprietà a favore di una Circolo di cultura Questa donazione fu effettuata durante una sessione della dieta a Presburgo (oggi Bratislava, all'epoca era sede del Parlamento ungherese) e il suo esempio fu seguito da altri delegati.
La funzione del Circolo di cultura era curare lo sviluppo della lingua ungherese e lo studio e la diffusione delle scienze e delle arti in Ungheria; nel 1845 l'associazione assunse il nome attuale.
L'edificio centrale della sede fu inaugurato nel 1865, lo stile architettonico è neorinascimentale e l'architetto fu Friedrich August Stüler.

## Sezioni dell'Accademia Ungherese delle Scienze

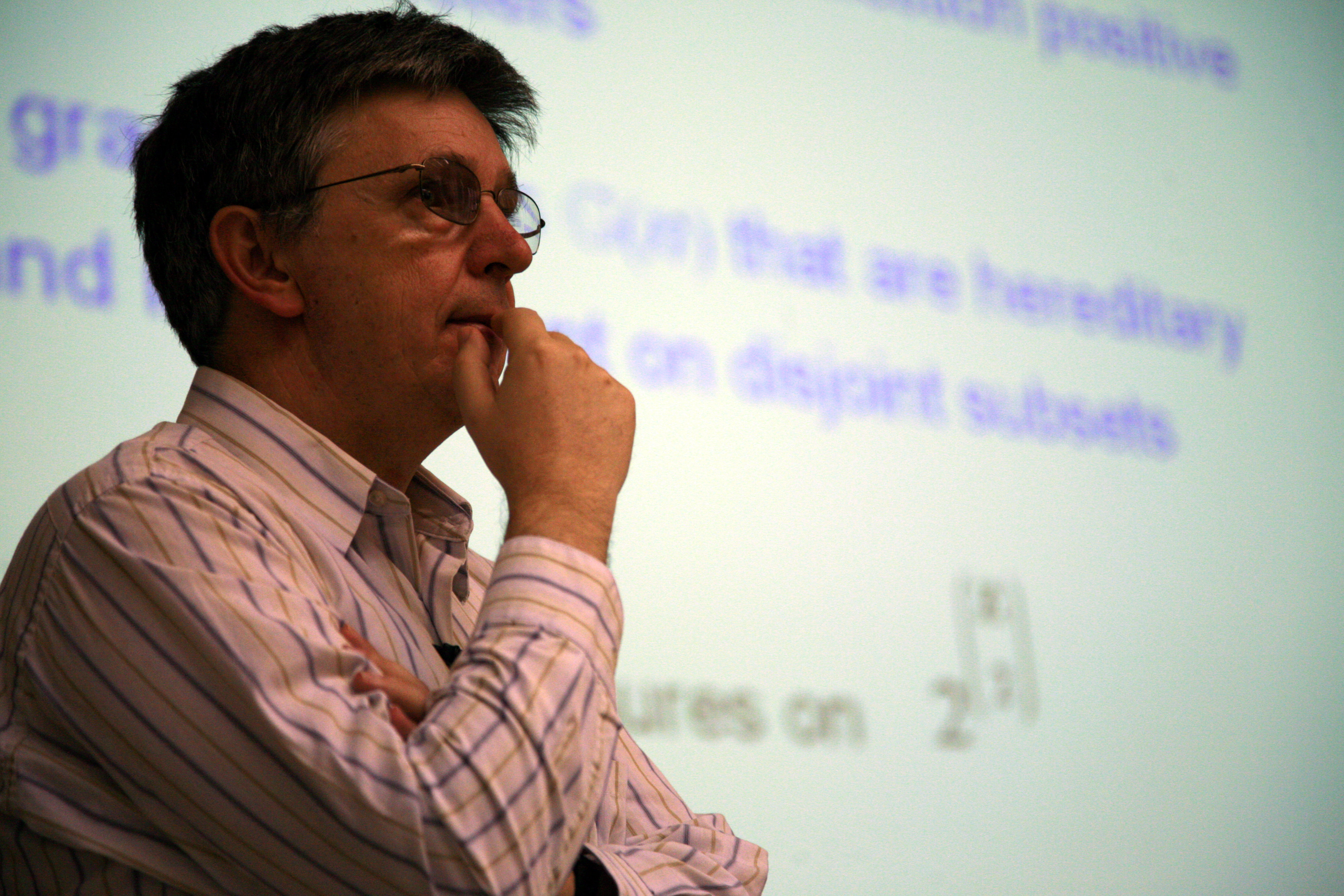
László Lovász, attuale presidente dell'Accademia

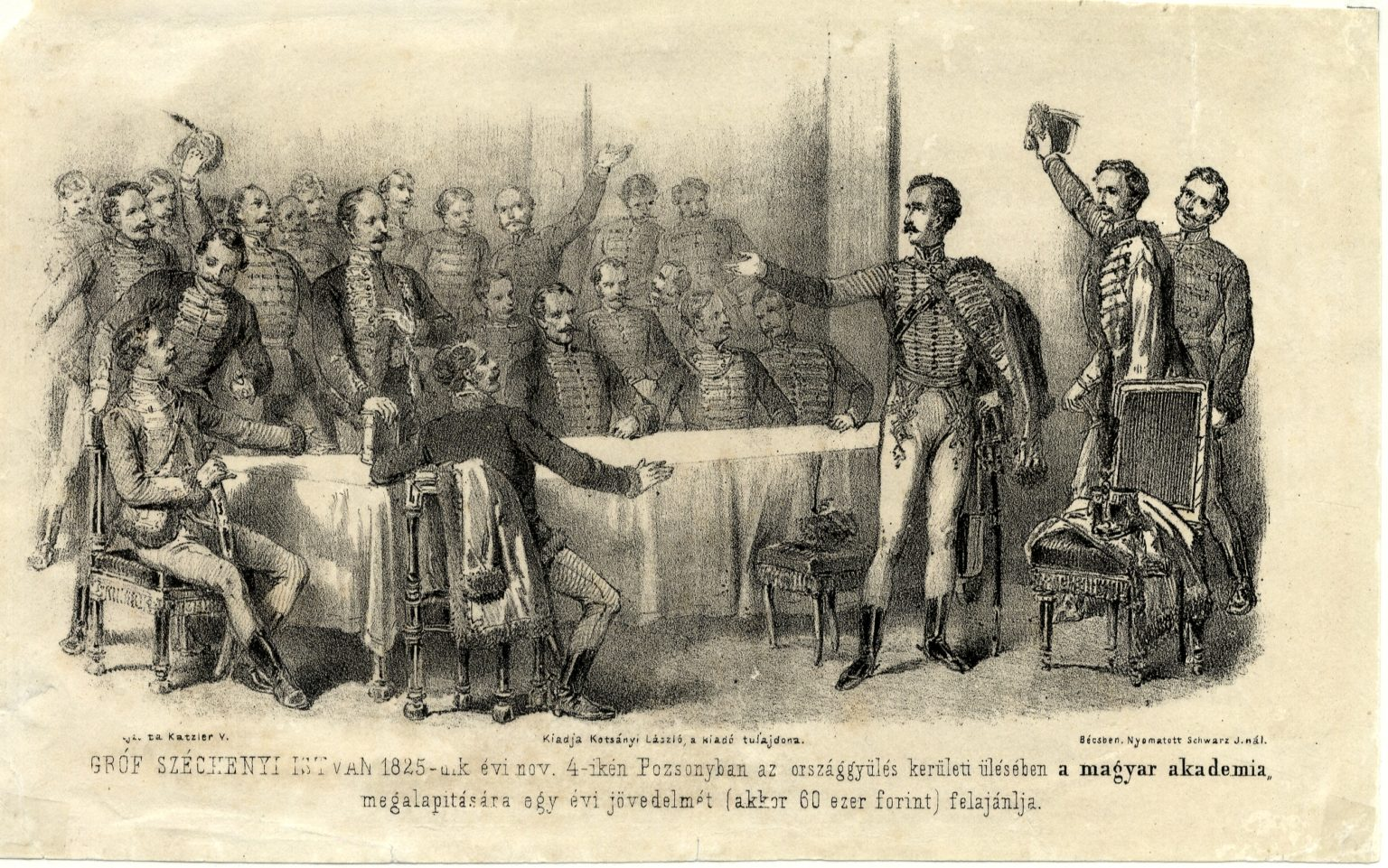
Il conte István Széchenyi offre il reddito di un anno del suo patrimonio per la società culturale

La sezione scientifica è una suddivisione dell'Accademia che viene organizzata in una o più branche di scienza tra loro strettamente connesse. Essa segue con cura, promuove e valorizza tutte le attività scientifiche svolte all'interno del suo ambito scientifico; si esprime sia su questioni scientifiche sia in materia di politica scientifica e di organizzazione della ricerca; si esprime, inoltre, sulle attività degli istituti di ricerca dell'Accademia, su quelle delle cattedre universitarie e di altre unità di ricerca che sono supportati dall'Accademia e, infine, partecipa alle procedure di assegnazione in Ungheria del titolo di dottore dell'Accademia ungherese delle Scienze e del dottorato di ricerca.
L'Accademia Ungherese delle Scienze ha undici sezioni principali:
- I. Sezione di Linguistica e Letteratura
- II. Sezione di Filosofia e Scienze Storiche
- III. Sezione di Matematica
- IV. Sezione di Scienze Agricole
- V. Sezione di Scienze Mediche
- VI. Sezione di Scienze Tecniche
- VII. Sezione di Scienze Chimiche
- VIII. Sezione di Scienze Biologiche
- IX. Sezione di Economia e Diritto
- X. Sezione di Scienze della Terra
- XI. Sezione di Scienze Fisiche

## Istituti di ricerca
- MTA Centro per la ricerca agricola
- Centro di Ricerca MTA per l'astronomia e le scienze terrestri, che coinvolge l'osservatorio Konkoly-Thege
- Centro di Ricerca di Biologia, Seghedino
- Istituto per la Scienza e il controllo del computer
- Centro MTA per la ricerca ecologica
- Centro di Ricerca per gli Studi EUS economiche e regionali
- Centro MTA per la ricerca energetica
- Centro di Ricerca di Studi umanistici
- Istituto di ricerca linguistica dell'Accademia Ungherese delle Scienze
- Istituto Alfréd Rényi di Matematica
- Istituto MTA di Medicina Sperimentale
- Centro di ricerca MTA per Scienze Naturali
- Istituto ATOMKI di ricerca nucleare
- Centro di Ricerca MTA Wigner per la Fisica
- Centro MTA per le Scienze Sociali

## Presidenti dell'Accademia Ungherese delle Scienze
| József Teleki                     | 17 novembre 1830 - 15 febbraio 1855 |
| Emil Dessewffy                    | 17 aprile 1855 - 10 gennaio, 1866   |
| József Eötvös                     | 18 marzo 1866 - 2 febbraio 1871     |
| Menyhért Lónyay                   | 17 maggio 1871 - 3 novembre 1884    |
| Ágoston Trefort                   | 28 maggio 1885 - 22 agosto, 1888    |
| Loránd Eötvös                     | 3 maggio 1889 - 5 ottobre 1905      |
| Albert Berzeviczy                 | 27 novembre 1905 - 22 marzo 1936    |
| Giuseppe Augusto d'Asburgo-Lorena | 22 marzo 1936 - ottobre 1944        |
| Gyula Kornis                      | 7 marzo 1945 - 29 ottobre 1945      |
| Gyula Moor                        | 29 ottobre 1945 - 24 luglio 1946    |
| Zoltán Kodály                     | 24 luglio 1946 - 29 nov 1949        |
| István Rusznyák                   | 29 novembre 1949 - 5 febbraio 1970  |
| Tibor Erdey-Gruz                  | 5 febbraio 1970 - 16 agosto 1976    |
| János Szentágothai                | 26 ott 1976 - 10 maggio 1985        |
| Iván T. Berend                    | 10 maggio 1985 - 24 maggio 1990     |
| Domokos Kosáry                    | 24 maggio 1990 - 9 maggio 1996      |
| Ferenc Glatz                      | 9 maggio 1996 - 4 maggio 2002       |
| Szilveszter Vizi                  | 5 maggio 2002 - 6 maggio 2008       |
| József Pálinkás                   | 6 maggio 2008 - 5 maggio 2014       |
| László Lovász                     | 6 maggio 2014 - presente            |

### Accademia Széchenyi di Lettere e Arti
L'Accademia Széchenyi della Letteratura e delle Arti (in ungherese  Széchenyi Irodalmi és Művészeti Akadémia) è stata fondata nel 1992 come accademia associata ma indipendente dall'Accademia ungherese delle scienze. Fra i membri famosi della società vi sono gli scrittori György Konrád, Magda Szabó, Péter Nádas, il pianista Zoltán Kocsis, i registi Miklós Jancsó e István Szabó.
L'ultimo presidente è stato il regista Károly Makk che è succeduto a László Dobszay dimessosi il 20 aprile 2011.